# Macédoine (région)
Pour les articles homonymes, voir Macédoine.
La Macédoine est une région géographique et historique de l'Europe du sud et de la péninsule des Balkans qui tire son nom du royaume antique de Macédoine et qui est actuellement répartie sur plusieurs pays : la Grèce, la Macédoine du Nord, la Bulgarie, mais aussi, selon certaines cartes, quelques petits territoires en Albanie orientale et en Serbie méridionale, le long de leurs frontières.

## Populations et langues
La région macédonienne a toujours été multiethnique. Dans l'Antiquité déjà, les Macédoniens étaient issus de populations thraco-illyriennes, qui ont par la suite été hellénisées dans le centre et le sud du pays, notamment autour de la capitale Pella, mais aussi celtisées dans le nord par le mélange avec les Scordiques. À l'ouest, les Illyriens conservent leur langue d'origine. Plus tard, une partie des habitants sont latinisés sous la domination romaine. À partir du VIe siècle des populations slavophones s'installent, de plus en plus nombreuses, assimilant une partie des autres habitants, et de cette période, la région a hérité la langue slave dite macédonienne, proche du bulgare. Au XIVe siècle arrivent les Turcs, et au XVe siècle les Roms.
Au XIXe siècle, il était impossible de trouver en Macédoine un district où les habitants ne parlent qu'une langue et les cartes linguistiques présentaient une mosaïque de couleurs, au point qu'un mélange de légumes fut appelé, pour évoquer cette variété : « macédoine de légumes ». Depuis la seconde moitié du XXe siècle, les transferts de populations (Grecs vers le sud, Slaves vers le nord, Albanais vers l'ouest, Aroumains vers la Dobrogée roumaine, Turcs et autres musulmans vers la Turquie) ainsi que la scolarisation dans la langue de chaque état, ont simplifié la carte : au XXIe siècle la région de Macédoine a une population majoritairement albanaise sur ses marges occidentales, slave en Macédoine du Nord et en Bulgarie, et grecque en Macédoine grecque, avec des minorités de chaque groupe des deux côtés des frontières politiques.
L'identité macédonienne a des déclinaisons multiples : lorsqu'elle est géographique, c'est-à-dire se réfère à la région de Macédoine, elle peut être incluse dans les identités bulgare (en Macédoine du Pirin), grecque (en Macédoine grecque) ou valaque (parmi les Aroumains, couramment appelés Machedoni par les Roumains) ; lorsqu'elle est ethnique, elle se réfère uniquement aux habitants slaves de l'ancienne République socialiste de Macédoine, à l'époque de la Yougoslavie, seuls à être officiellement désignés comme « Macédoniens ».

## Histoire

### Royaume de Macédoine

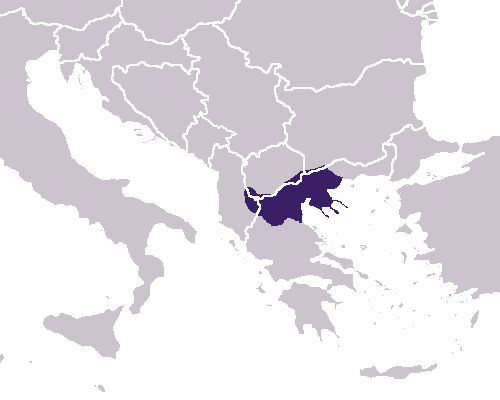
Macédoine antique.

Sur un territoire initialement peuplé de tribus Thraces (Almopes, Bottiens, Edones, Eordes, Péoniens et Pières), un royaume est fondé en 729 (ou 700) avant notre ère par le roi Perdiccas Ier de Macédoine : c'est l'actuelle Macédoine grecque, au nord de la Grèce. Ce royaume apparaît dans l'histoire grecque sous le nom de Makedonia ((el) Μακεδονία) à l'époque de la Perse dont il devient vassal de 513 à 480 avant notre ère. Alexandre Ier (498-454), qui s'est allié avec les autres Grecs dans leur guerre contre les Perses, parvient à agrandir son royaume. Après -480, les Bottiens et les Pières (tribus thraces hellénisées), fondent le petit royaume de Pella. Philippe II de Macédoine (359-336) en hérite, réunit toutes les tribus en 357 et agrandit son royaume de la Thessalie, de l’Épire et de toute la Thrace méridionale en 340. Profitant de la déliquescence de l'Empire perse, Alexandre le Grand (356-323), fils de Philippe II, étendra les conquêtes, avec l’aide d'autres troupes grecques, des Illyriens et des Thraces, jusqu'au haut-Nil et à l'Indus. À l'époque, tout le Sud et l'Est des Balkans est fortement hellénisé jusqu'à la ligne Jireček (c'est-à-dire jusqu'à l'Haemos dans l'actuelle Bulgarie, et tout le long des côtes du Pont Euxin). À la mort d'Alexandre le Grand, ses généraux se partagent son empire ; la Macédoine revient à la dynastie des Antigonides et ses dimensions ne varieront plus : elle englobe l'actuelle Macédoine du Nord, l'oblast de Blagoevgrad en Bulgarie, et la Macédoine grecque. Après la défaite de Pydna en 168 avant notre ère, la Macédoine est incorporée dans l’Empire romain et divisée en deux parties : Macedonia Prima et Macedonia Salutarus.

### Macédoine romano-byzantine et invasions

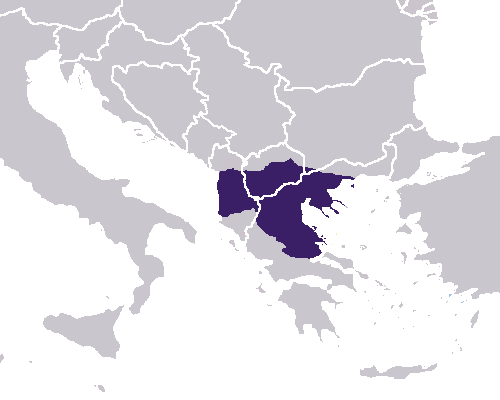
Macédoine romaine.

La domination romaine ne s'achève pas ici en 476 et dure sept siècles, car l'Empire romain ne s'effondre pas : il se transforme en Empire byzantin. Durant cette période, la romanisation des Thraces qui n'avaient pas été hellénisés donne le peuple Aroumain dit « Valaque ». La Macédoine est donc hellénophone au sud, et latinophone au nord. Toutefois, si la puissance romaine se maintient bien le long des côtes, elle décline dans l'intérieur des terres à partir de l'arrivée des slaves au VIe siècle.
En 378, la Macédoine est ravagée par les Wisigoths et à partir de 518, les Slavons, des Slaves venant de la région de Dniepr, s'installent dans la région : les Grecs restent groupés près de la côte au Sud, et les Aroumains dans les montagnes du Pinde à l'Ouest. Les Avars envahissent le pays en 626, mais toutes ces invasions n'empêchent pas le maintien de l'Empire byzantin, jusqu'à ce que le roi des Bulgares entame une campagne de conquête de la Macédoine en 806 (qui ne prend cependant pas Thessalonique, restée byzantine).

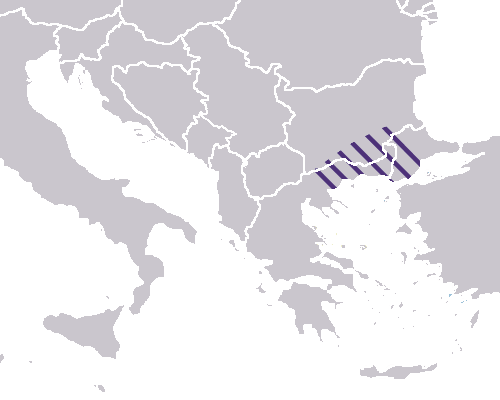
Macédoine byzantine.

L'Empire byzantin réussit l'évangélisation orthodoxe de la population slave ou « barbare », bientôt hellénisée à son tour le long des côtes. Cyrille et Méthode, deux moines de Salonique, adaptent l'alphabet grec à la langue slavonne : c'est la naissance de l'alphabet cyrillique. Englobée de 893 à 927 dans l'empire bulgare de Siméon Ier de Bulgarie (sauf sa capitale Salonique), la Macédoine revient entièrement à l'Empire byzantin vers 1015. Vers 1200 se répand l'« hérésie » des « Bogomiles » (prêchée par le pope Bogomil) ou « Cathares » (« purs » en grec). De 1204 à 1229, les Croisés s'emparent de la Macédoine et fondent le « royaume de Salonique », repris par les Byzantins d'Épire en 1230. Jusqu'en 1281, la Macédoine est à nouveau incluse dans l'Empire byzantin. En 1282, le roi de Serbie Stefan Uroš II Milutin conquiert une grande partie de la région, mais ne la garde que quelques années. Le tsar serbe Stefan Uroš IV Dušan s'empare à son tour de la Macédoine (1331-1355).

### Macédoine ottomane

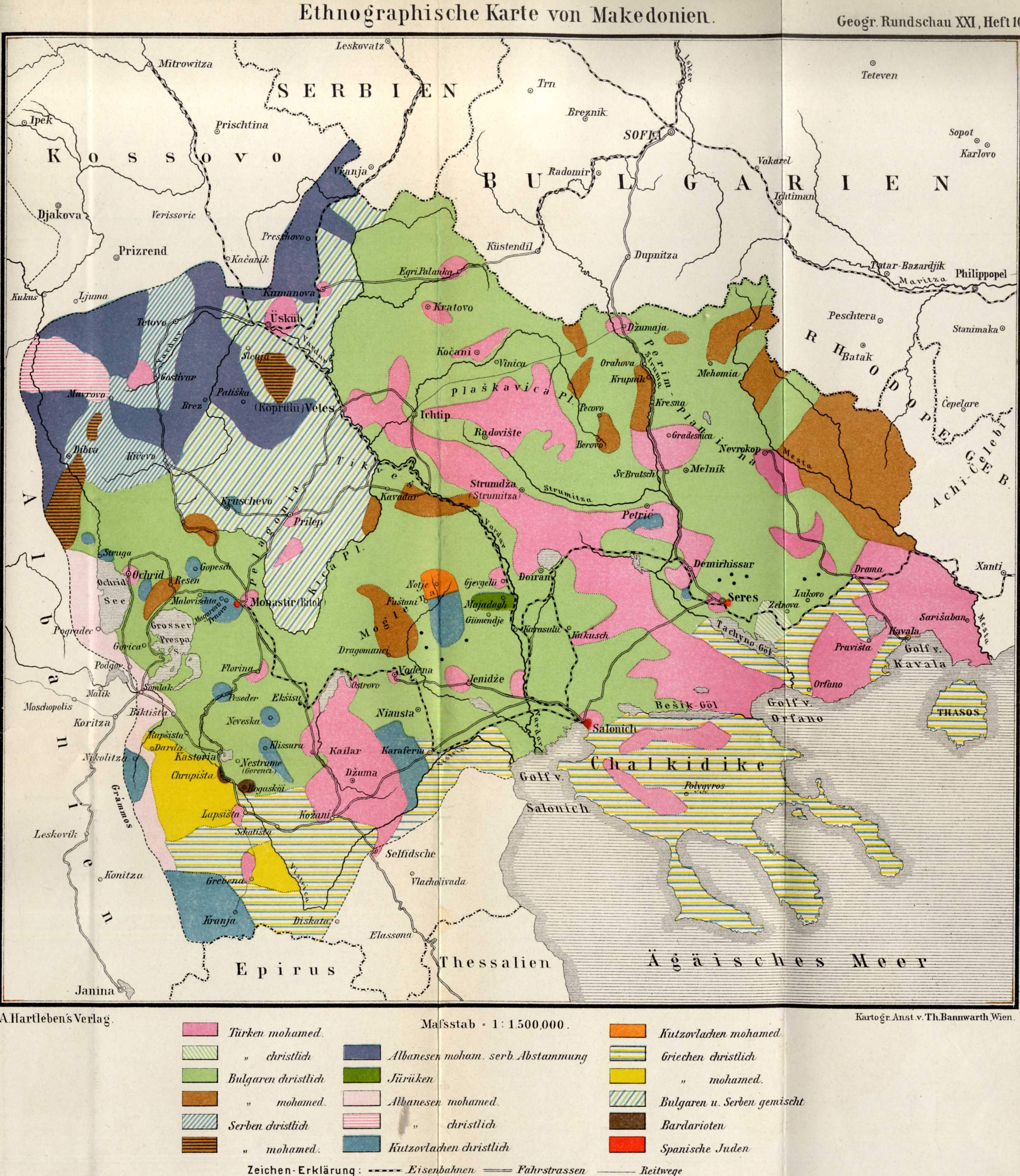
Carte ethnographique de la Macédoine (carte allemande de 1892).

En 1389, les Turcs, qui ont envahi les Balkans et encerclé Constantinople et Salonique, battent les Serbes au Kosovo. La Macédoine devient une province de l’Empire ottoman intégrée au pachalik de Roumélie. Jusqu'en 1453, l'Empire byzantin se réduit désormais à sa capitale, à Salonique, à Mistra et à quelques îles de l'Égée. La Macédoine ottomane est divisée en deux départements : Monastir/Bitola (noms aroumain/slave) et Salonique. Des rébellions ont lieu entre 1564 et 1565 à Mariovo-Prilep et en 1689 avec l’insurrection de Karposh (en).
Plusieurs insurrections contre l'empire ottoman ont encore lieu au cours de la deuxième moitié du XIXe siècle, dont celle de Razlovci, en 1876. La lutte pour la Macédoine oppose les partisans des différents mouvements nationalistes : Bulgares, qui obtiennent en 1872 l'instauration d'un exarchat orthodoxe, Grecs partisans de la Grande Idée et Serbes créent leurs écoles, leurs institutions, puis leurs groupes armés.

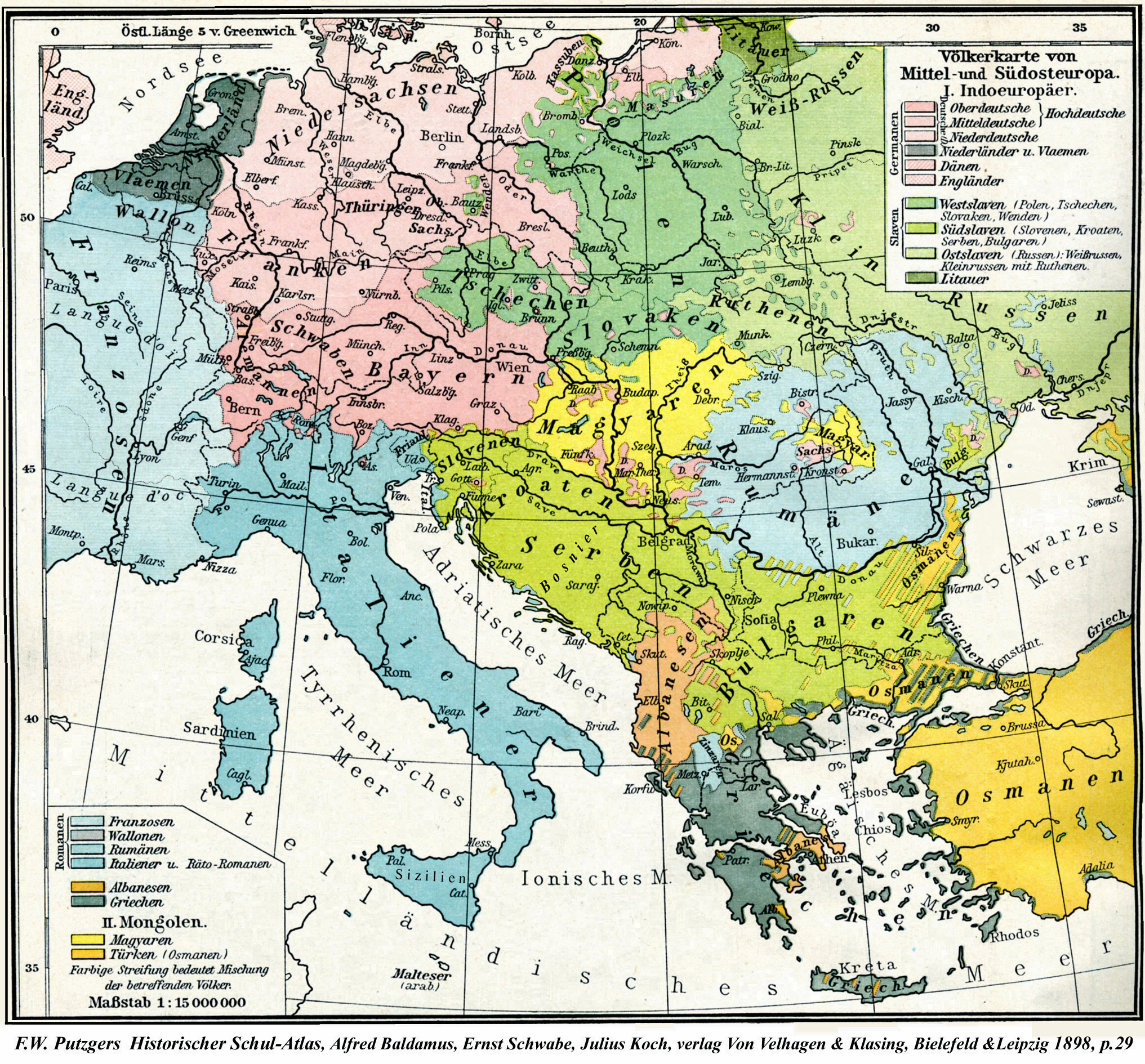
Carte linguistique allemande de 1898 : les Macédoniens slaves sont assimilés aux Bulgares.

Après la défaite ottomane de 1878, la Russie impose, lors du traité de San Stefano le 3 mars 1878, la création d'une « grande Bulgarie » incluant la majeure partie de la Macédoine géographique. Mais le congrès de Berlin (juin-juillet 1878) replace la Macédoine sous l'emprise ottomane, ce qui provoque l'insurrection de Kresna en 1878-1879. À ce moment, les Macédoniens slaves se définissent encore comme « Bulgares » et sont ainsi identifiés sur les cartes ethnographiques du temps. Mais peu après, une identité locale commence à se dessiner chez les komitadjis (insurgés bulgarophones) de Macédoine, et en 1893 est créée l’Organisation révolutionnaire intérieure macédonienne, qui réclame l’autonomie du pays (et non plus son rattachement à la Bulgarie). Un des animateurs du mouvement est Damé Grouev. L’insurrection d'Ilinden en août 1903 conduit à la proclamation de la république de Kruševo. Mais l’année 1903 est également marquée par des représailles sanglantes des Turcs qui provoquent une forte émotion en Europe. Sous la pression des puissances occidentales, le sultan doit accepter une mission internationale chargée de superviser la gendarmerie ottomane et d'empêcher les exactions. L'Empire ottoman se maintient dans la région jusqu'en 1912.

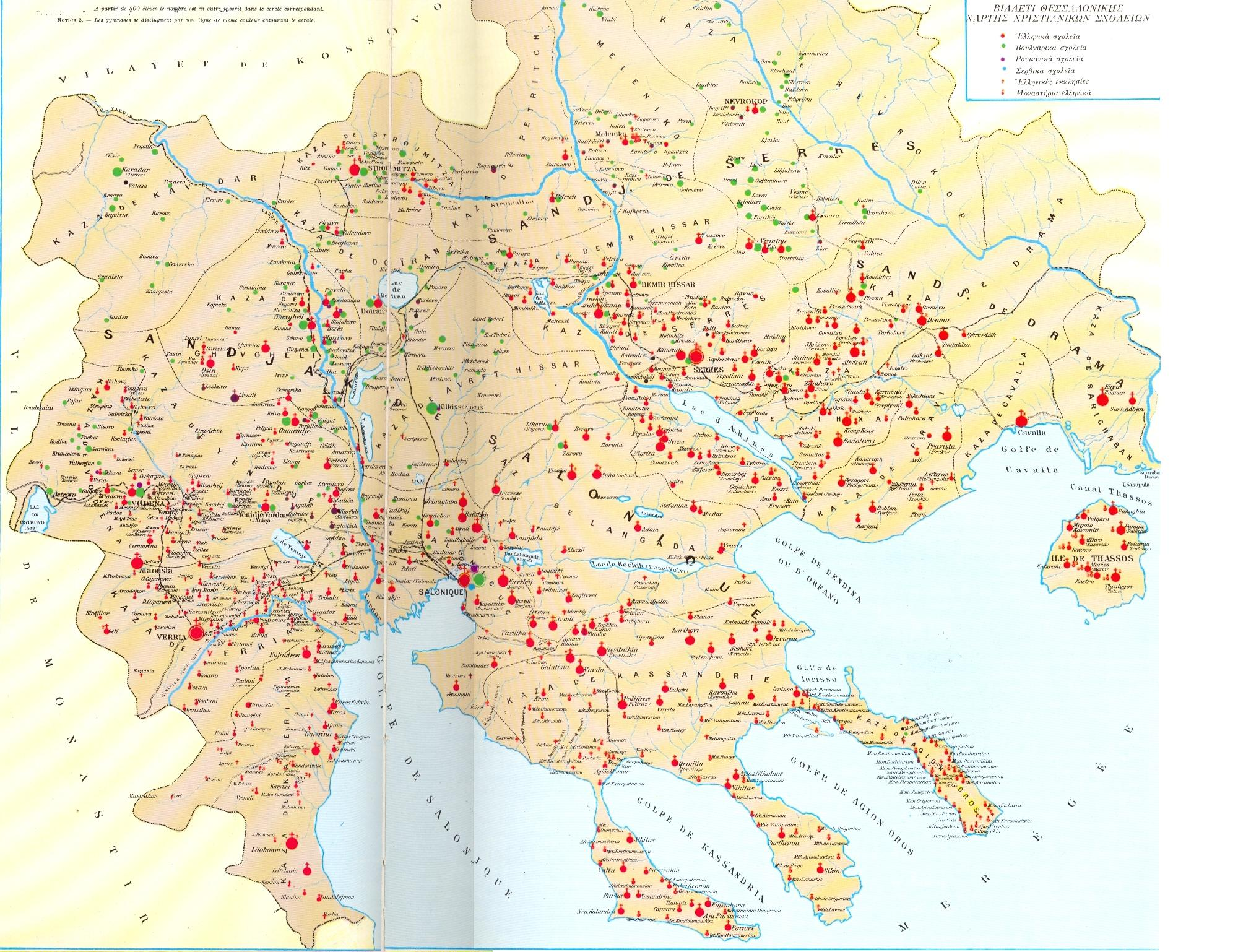
Écoles chrétiennes en Macédoine au début du XXe siècle : grecques (rouge), bulgares (vert), roumaines (violet), serbes (bleu).

Pour les Turcs de l'époque, la Macédoine est la « Roumélie occidentale » (Rum-ili : le « pays pris aux Roumis ») et forme les trois vilayets de Salonique, du Kosovo (qui comprend Skopje) et de Monastir. Mais sur toutes les cartes européennes, le nom de Macédoine se conserve car jusqu'au XIXe siècle, les érudits d’Europe pensent la géographie des Balkans selon les conceptions de Strabon et Ptolémée. Cette identification nourrit aussi les revendications grecques de la Grande Idée.

### Les partages de la Macédoine auXXesiècle
Au début du XXe siècle, la population de la Macédoine était fort bigarrée: Grecs, Slavons bulgarophones, Serbes, Albanais, Aroumains, Turcs et Roms s'y côtoyaient. L’Encyclopædia Britannica de 1911 indique les statistiques linguistiques suivantes :
- Bulgares : 1 150 000, dont 1 000 000 orthodoxes et 150 000 musulmans (dits « Pomaques ») ;
- Turcs : 500 000 ;
- Grecs : 250 000, dont 240 000 orthodoxes et 10 000 musulmans ;
- Albanais : 120 000, dont 110 000 musulmans et 10 000 orthodoxes ;
- Valaques : 90 000 orthodoxes (Aroumains) et 3 000 musulmans (dits « Moglénites ») ;
- Juifs : 75 000 ;
- Roms, dits « Tsiganes » : 50 000, dont 35 000 orthodoxes et 15 000 musulmans ;
- Total : 1 300 000 chrétiens (quasi exclusivement orthodoxes), 800 000 musulmans, 75 000 juifs, soit un total de 2 200 000 habitants en Macédoine.

À cette époque, la Grèce, la Serbie, la Bulgarie et les Albanais revendiquent tous la Macédoine, partiellement ou intégralement ; les puissances soutiennent les uns ou les autres (la Russie soutient la Serbie et la Bulgarie ; l'Autriche-Hongrie soutient les Albanais ; la France soutient la Grèce, tandis que la Grande-Bretagne soutient le statu quo, c'est-à-dire l'Empire ottoman).
Les guerres balkaniques (1912-1913) marquent la fin de la domination ottomane et le partage de la région entre la Grèce (sud), la Serbie (centre) et la Bulgarie (est). Par deux fois, durant les Première et Seconde guerres mondiales, la Bulgarie s'allie à l'Allemagne pour tenter (vainement) de récupérer la Macédoine centrale, où la population la plus nombreuse est formée de Slavons bulgarophones. Après la Première Guerre mondiale, la Macédoine slave est incluse dans le royaume des Serbes, Croates et Slovènes qui prend, en 1930, l’appellation de « Yougoslavie ». Après la Seconde Guerre mondiale, avec le communisme, la Bulgarie renonce définitivement à ses revendications, tandis que la Yougoslavie se divise en six républiques fédérées : l'actuelle Macédoine du Nord sera l'une d'elles. Les Slavons bulgarophones y sont officiellement redéfinis comme « Macédoniens ». La « bigarrure » linguistique et religieuse se simplifie par le départ des Turcs, des Grecs et des Aroumains.
Finalement le partage de 1913 reste en vigueur… à ceci près que la Macédoine centrale, serbe puis yougoslave, devient indépendante en 1991.
Historiquement, à très peu de choses près, l'actuelle Macédoine grecque, issue de ces partages, correspond au royaume antique de Macédoine à ses débuts.

#### La Macédoine yougoslave
Après la Seconde Guerre mondiale, la « Macédoine du Vardar » devient une république fédérée de la nouvelle république fédérale socialiste de Yougoslavie. La guerre civile grecque de 1945 à 1948 cause un exode important des minorités slaves (mais aussi de Grecs communistes) de Macédoine égéenne vers la république socialiste de Macédoine. Sous contrôle communiste mais pour la première fois autonome, le régime de la Macédoine yougoslave cultive l'identité macédonienne à partir de 1945. Un groupe de linguistes dont Blaže Koneski commencent à travailler autour de la codification et de la standardisation de la langue macédonienne, selon les prescriptions de Krste Petkov-Misirkov. C'est ainsi qu'on commence la grammaticalisation de la langue macédonienne. À la fin des années 1960, des tensions entre les nationalités du Kosovo émergent, notamment avec les demandes d'une autonomie accrue de la minorité albanaise. À la mort du maréchal Tito en 1980, le mécontentement grandit dans les républiques de la Yougoslavie contre le Gouvernement fédéral, dominé par des Serbes. De même, la minorité albanaise exprime ses revendications face au gouvernement fédéral tant au Kosovo qui, peu à peu, devient majoritairement albanais, qu'en Macédoine (région de Tetovo).
La Macédoine connut un développement limité au sein de la Yougoslavie communiste, et fut une des républiques les plus pauvres de la fédération.

### La Macédoine du Nord
La Macédoine du Nord devient un État indépendant et souverain en 1991, lors de la dislocation de la république fédérale socialiste de Yougoslavie. La république socialiste de Macédoine organisa le 8 septembre 1991, soit deux mois après les déclarations d'indépendance de la Croatie et de la Slovénie, un référendum sur l'indépendance, qui l'emporta avec 68 % des voix. Elle proclama son indépendance en octobre sous le nom de « république de Macédoine », qui provoque un contentieux avec la Grèce qui durera jusqu'en 2019.
Le nouveau pays reste à l'écart des guerres de Yougoslavie, l'armée fédérale s'étant retirée pacifiquement, contrairement aux autres républiques, qui comptaient de fortes minorités serbes. Kiro Gligorov est le premier président de la nouvelle république, tandis que Nikola Kljusev est le premier premier ministre du pays.
En revanche, si la Grèce avait bien accepté la dénomination de Macédoine dans le cadre de la Yougoslavie, elle ne l'accepta pas pour la république indépendante en raison de l'utilisation par ce nouvel état slave de l'histoire et des symboles identitaires de la Macédoine hellénistique antique, qui, pour la Grèce, font partie de ses racines à elle. Un contentieux apparut ainsi, avec des conséquences politiques et économiques (blocages des frontières, difficultés d'accès aux instances et traités internationaux…), la nouvelle république étant reconnue par la Grèce et par la communauté internationale sous le nom d'ARYM (ancienne république yougoslave de Macédoine) ou FYROM (Former Yugoslav Republic Of Macedonia), conformément à la Résolution 817 du Conseil de Sécurité des Nations unies. Toutefois la même résolution permet à chaque pays en particulier de reconnaître l'État macédonien sous le nom qui lui convient, pour son usage intérieur, et l'immense majorité des États adoptèrent le nom de « Macédoine » en dépit des propositions alternatives (d'inspiration grecque) du type « Macédoslavie » ou « Vardarie ». Ce contentieux est réglé par l'accord de Prespa en juin 2018 avec la Grèce, le pays étant renommé « Macédoine du Nord ». Après la validation de la ratification du traité par les parlements grec et macédonien en janvier 2019, il est entré en vigueur le 12 février 2019.

## Géographie
Définir la Macédoine dans ses limites géographiques est quelque chose de particulièrement difficile car il y a autant de descriptions que de pays qui se partagent cette zone. Cependant, la Macédoine dans sa plus grande acception se réfère à une zone située entre la rivière Nestos et les Rhodopes à l'est, les montagnes d'Osgorske, de la Crna Gora et de la Stara planina au nord, les monts albanais de Jablanica et les lacs d'Ohrid et de Prespa à l'ouest et les montagnes du Gramos et l’Olympe au sud.
L'aire géographique macédonienne est aujourd'hui divisée entre la Grèce (52,4 %), la Macédoine du Nord (35,8 %), la Bulgarie (10,1 %) et, selon les cartes, l'Albanie (1,4 %) et la Serbie (0,3 %).
- Macédoine grecque ou Macédoine égéenne (l'une des 9 régions traditionnelles de Grèce), partagée en 3 périphéries (régions administratives) :
  - Macédoine-Centrale ;
  - Macédoine-Orientale-et-Thrace, qui comprend également la Thrace occidentale ;
  - Macédoine-Occidentale.
- Macédoine du Vardar : appellation de la partie de la Macédoine qui forme aujourd'hui la Macédoine du Nord.
- Macédoine du Pirin : partie de la Macédoine située à l'ouest de la ligne de crête de la chaîne de montagne du Pirin et à l'est de la montagne de Vlahina, de part et d'autre de la rivière Strouma. Elle se situe aujourd'hui en Bulgarie.

### Géographie physique

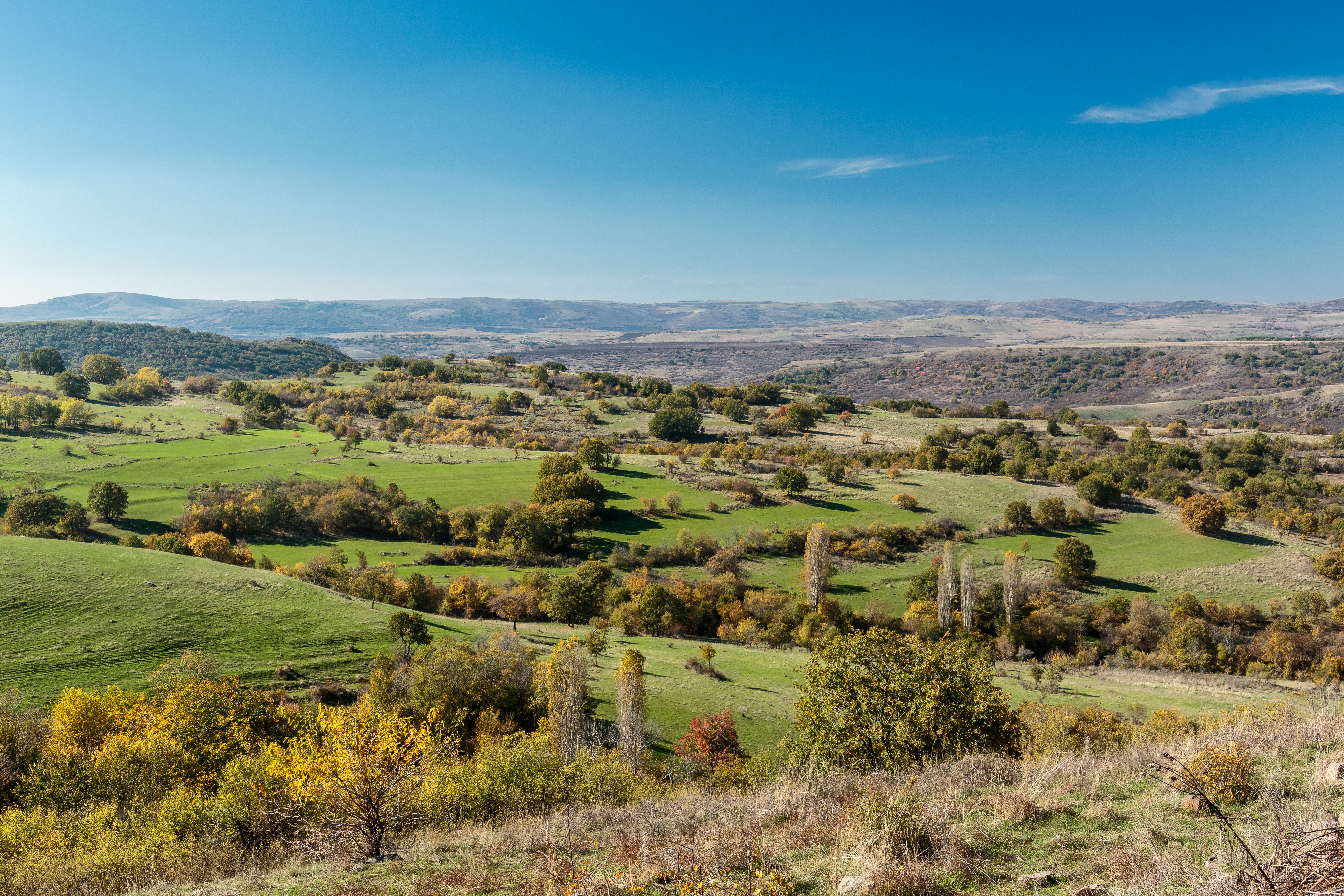
La campagne en Macédoine vers Probichtip. Octobre 2016.

La Macédoine se trouve à cheval sur le grand corridor qui mène d'Europe orientale vers la Méditerranée le long de la Morava et du Vardar/Axios, une voie à fonction stratégique qui a été témoin du passage d'innombrables armées grecques, romaines, slaves et turques.

### Écologie
En mai 2012, les autorités de Pella indiquent une invasion de sauterelles.

## Arts et littérature
L'art médiéval de la Macédoine est marqué par les icônes, souvent réalisées sur des supports en bois, décorant les églises ou bien utilisées dans des lieux publics ou privés de la vie quotidienne. Les plus remarquables datent des XIIIe et XIVe siècles.
Au début du XIXe siècle, la langue littéraire de la partie slave évolue sur la base du parler populaire slave de la région. Krste Petkov Misirkov, linguiste macédonien, publie une œuvre majeure, qui détermine les normes de la langue littéraire slave macédonienne. L'œuvre littéraire macédonienne se caractérise principalement par la poésie, avec des auteurs tels que Slavko Janevski et Gane Todorovski.
Dans la partie grecque, où ont été installés plus d'un million de grecs chassés d'Asie Mineure, d'Imbros, de Constantinople et de la mer Noire, et où se sont croisés durant des siècles des Saracatsanes, des Valaques, des Pomaques, des Romaniotes et des Roms, les influences de toutes ces populations ont créé ou apporté des traditions, une culture, un vocabulaire, des musiques, des costumes et des cuisines spécifiques qui font aujourd'hui partie de l'identité de la Macédoine hellénique, même si, entre-temps, les populations en question se sont fondues dans le creuset grec ou bien ont été anéanties (Romaniotes, par les nazis).
En Macédoine, la musique traditionnelle puise ses influences dans les musiques surtout grecques, bulgares puis turques et rom. De tonalité joyeuse et entraînante, la musique traditionnelle est jouée lors de fêtes telles que les mariages ou les festivals. Les fanfares comprennent de nombreux cuivres, des accordéons, ainsi que des instruments à cordes pincées. Les costumes, richement colorés mais variant d'une région à l'autre, sont quant à eux marqués par une influence byzantine et bulgare.